# Lo Lindois
Lo Lindois (en francès Le Lindois) és un municipi francès situat al departament del Charente i a la regió de la Nova Aquitània. L'any 2007 tenia 322 habitants.

## Demografia

### Població
El 2007 la població de fet de Le Lindois era de 322 persones. Hi havia 136 famílies de les quals 44 eren unipersonals (28 homes vivint sols i 16 dones vivint soles), 48 parelles sense fills i 44 parelles amb fills.
La població ha evolucionat segons el següent gràfic:
Habitants censats

### Habitatges
El 2007 hi havia 223 habitatges, 142 eren l'habitatge principal de la família, 46 eren segones residències i 35 estaven desocupats. Tots els 219 habitatges eren cases. Dels 142 habitatges principals, 125 estaven ocupats pels seus propietaris, 12 estaven llogats i ocupats pels llogaters i 5 estaven cedits a títol gratuït; 1 tenia una cambra, 14 en tenien dues, 22 en tenien tres, 49 en tenien quatre i 56 en tenien cinc o més. 136 habitatges disposaven pel capbaix d'una plaça de pàrquing. A 58 habitatges hi havia un automòbil i a 61 n'hi havia dos o més.

### Piràmide de població
La piràmide de població per edats i sexe el 2009 era:
| Homes | Edats   | Dones |
| ----- | ------- | ----- |
| 0     | 95 o +  | 4     |
| 0     | 90 a 94 | 4     |
| 8     | 85 a 89 | 12    |
| 8     | 80 a 84 | 8     |
| 8     | 75 a 79 | 8     |
| 4     | 70 a 74 | 20    |
| 8     | 65 a 69 | 8     |
| 8     | 60 a 64 | 16    |
| 4     | 55 a 59 | 4     |
| 16    | 50 a 54 | 8     |
| 4     | 45 a 49 | 12    |
| 20    | 40 a 44 | 4     |
| 4     | 35 a 39 | 24    |
| 8     | 30 a 34 | 8     |
| 4     | 25 a 29 | 8     |
| 4     | 20 a 24 | 4     |
| 8     | 15 a 19 | 8     |
| 12    | 10 a 14 | 12    |
| 16    | 5 a 9   | 16    |
| 8     | 0 a 4   | 8     |

## Economia
El 2007 la població en edat de treballar era de 193 persones, 120 eren actives i 73 eren inactives. De les 120 persones actives 109 estaven ocupades (62 homes i 47 dones) i 11 estaven aturades (3 homes i 8 dones). De les 73 persones inactives 34 estaven jubilades, 9 estaven estudiant i 30 estaven classificades com a «altres inactius».

### Ingressos
El 2009 a Le Lindois hi havia 151 unitats fiscals que integraven 323 persones, la mediana anual d'ingressos fiscals per persona era de 15.161 €.

### Activitats econòmiques
Dels 18 establiments que hi havia el 2007, 1 era d'una empresa de fabricació d'altres productes industrials, 7 d'empreses de construcció, 5 d'empreses de comerç i reparació d'automòbils, 1 d'una empresa d'hostatgeria i restauració, 3 d'empreses de serveis i 1 d'una empresa classificada com a «altres activitats de serveis».
Dels 9 establiments de servei als particulars que hi havia el 2009, 1 era un taller de reparació d'automòbils i de material agrícola, 3 paletes, 1 guixaire pintor, 2 fusteries, 1 perruqueria i 1 restaurant.
L'any 2000 a Le Lindois hi havia 26 explotacions agrícoles que ocupaven un total de 616 hectàrees.

## Equipaments sanitaris i escolars
El 2009 hi havia una escola elemental integrada dins d'un grup escolar amb les comunes properes formant una escola dispersa.

## Poblacions més properes
El següent diagrama mostra les poblacions més properes.